# Samir Soni
Samir Soni (hindi: समीर सोनी, urdu: سمبر سونى) (ur. 29 września 1968) – aktor bollywoodzki.
Zadebiutował w China Gate w 1998 roku. Zagrał syna bohatera granego przez Amitabh Bachchana w Ogrodnik. Studiował w USA.

## Filmografia
- 2008 - Alibaug
- 2008 - Fashion
- 2006 - Poślubiona jako Sunil
- 2003 - Ogrodnik jako Sanjay Malhotra
- 2003 - Basti jako Ramesh Kulkarni (Rama)
- 2003 - Kahan Ho Tum jako Jai
- 2003 - Dance Like a Man jako Vishal
- 2003 - Jassi Jaissi Koi Nahin (serial TV) jako Purab Mehra
- 2002 - Kabhie Tum Kabhie Hum jako Sameer Shastri
- 2001 - Lajja jako Manish
- 1998 - China Gate jako Udanshu Tandon